# Condylostylus maculatus
Condylostylus maculatus är en tvåvingeart som beskrevs av Octave Parent 1932. Condylostylus maculatus ingår i släktet Condylostylus och familjen styltflugor. Inga underarter finns listade i Catalogue of Life.